# モダンゲームズ
モダンゲームズ（Modern Games、2019年4月17日 - ）は、アイルランド生産、イギリス調教の競走馬。
主な勝ち鞍は2021年のブリーダーズカップジュベナイルターフ、2022年のプールデッセデプーラン、ウッドバインマイル、ブリーダーズカップマイル、2023年のロッキンジステークス。

## 戦績

### 2歳（2021年）
7月1日ヘイドックパーク競馬場の一般戦でデビューし5着。2戦目で勝ち上がると、その後一般戦2着を挟み、ナーサリーハンデキャップに続いてタタソールズステークス（G3）も制し重賞を初制覇した。
米国に遠征し11月5日のブリーダーズカップ・ジュヴェナイルターフに出走。しかし、レース直前に同厩舎・同馬主である2番枠のアルバーがゲート内で暴れたために出走取消となり、隣の1番枠に入っていたモダンゲームズもそのトラブルの際にゲートから出され、一旦競走除外となったが直後に賞金のためだけの出走が認められる珍事が起きた。好位の6番手でレースを進め、直線で外から鋭く脚を伸ばすと最後はティズザボムの追撃を1馬身半差振り切りG1初制覇を飾った。

### 3歳（2022年）
5月15日のプール・デッセ・デ・プーランに1番人気で出走。道中は先行集団の4番手で追走し、直線で先頭に立つと最後は内から脚を伸ばしたトライバリストに1馬身1/4差をつけG1・2勝目をマークした。
続いて6月5日のジョッケクルブ賞に出走し、フランス二冠を狙うも瞬く間にヴァデニに交わされ、エルボデゴンとの2着争いにも負けて3着。その後は7月10日のジャンプラ賞ではテナブリズムの5着。27日のサセックスステークスではバーイードの2着に敗れている。
カナダに遠征して9月17日のウッドバインマイルに1番人気で出走。中団後ろの8番手付近に控えて、直線では馬群の中から持ち出されて5馬身1/4差つける圧勝劇でG1・3勝目を飾った。
その後はイギリスの戻って10月15日のクイーンエリザベス2世ステークスに出走するもベイサイドボーイの2着に敗れた。
アメリカに遠征して11月5日のブリーダーズカップ・マイルに1番人気で出走。前肢を上げるような発馬となった結果、行き脚がつかずに次々と前に入られしまい中団馬群を追走。第3コーナーからペースが上がっていくと鞍上の動きが大きくなり厳しいかに見えたが、直線に入ると外から強烈な末脚を発揮。先行く馬たちを一掃して、1番人気の伏兵シャールズスパイトに3/4差を付けて優勝。G1・4勝目、ブリーダーズカップで2年連続の勝利となった。

### 4歳（2023年）
4月14日のメーカーズマークマイルステークスで圧倒的な1番人気に支持されるも前を行くシェピエールとの差を詰めることができずに3馬身半差の2着と完敗した。
5月20日のロッキンジステークスに1番人気で出走。外埒側で末脚を貯めながら進み、残り3ハロンを切ると各馬が動きを見せ始め、残り1ハロンの標識前でチンディットが先頭に立つ。モダンゲームズも鞭を受けて末脚を点火させ、噛みつきにきたチンディットを寄せ付けずに差し切って1馬身半差で優勝。G1・5勝目、4ヵ国でのG1制覇、3年連続のG1制覇を果たした。
その後は6月20日ロイヤルアスコット開催のクイーンアンステークスに1番人気で出走するもの伸び切れず4着に敗れた。8月15日に所有するゴドルフィンにより現役を引退して種牡馬入りすることが発表された。

## 競走成績
| 出走日     | 競馬場           | 競走名                   | 格 | 距離    | 着順 | 騎手         | 着差     | 1着（2着）馬        |
| ---------- | ---------------- | ------------------------ | -- | ------- | ---- | ------------ | -------- | ------------------- |
| 2021.07.01 | ヘイドック       | 条件戦                   |    | 芝7f    | 5着  | J.ドイル     | 11馬身   | Mr McCann           |
| 0000.07.24 | ニューマーケット | 未勝利                   |    | 芝7f    | 1着  | J.ドイル     | 2馬身    | （Saga）            |
| 0000.08.08 | レスター         | 条件戦                   |    | 芝7f    | 2着  | W.ビュイック | 3/4馬身  | Cresta              |
| 0000.09.08 | ドンカスター     | 条件戦                   |    | 芝7f    | 1着  | W.ビュイック | 3馬身1/2 | （Sed Maarib）      |
| 0000.09.23 | ニューマーケット | タタソールズS            | G3 | 芝7f    | 1着  | W.ビュイック | 2馬身1/2 | （Trident）         |
| 0000.11.06 | デルマー         | BCジュヴェナイルターフ   | G1 | 芝8f    | 1着  | W.ビュイック | 1馬身1/2 | （Tiz The Bomb）    |
| 2022.05.15 | パリロンシャン   | プール・デッセ・プーラン | G1 | 芝8f    | 1着  | W.ビュイック | 1馬身1/4 | （Texas）           |
| 0000.06.05 | シャンティイ     | ジョッケクルブ賞         | G1 | 芝10.5f | 3着  | W.ビュイック | 5馬身1/4 | Vadeni              |
| 0000.07.10 | ドーヴィル       | ジャンプラ賞             | G1 | 芝7f    | 5着  | W.ビュイック | 1馬身1/2 | Tenebrism           |
| 0000.07.27 | グッドウッド     | サセックスS              | G1 | 芝8f    | 2着  | W.ビュイック | 1馬身3/4 | Baaeed              |
| 0000.09.17 | ウッドバイン     | ウッドバインマイル       | G1 | 芝8f    | 1着  | W.ビュイック | 5馬身1/4 | （Ivar）            |
| 0000.10.17 | アスコット       | クイーンエリザベス2世S   | G1 | 芝8f    | 2着  | W.ビュイック | 1馬身1/4 | Bay Side Boy        |
| 0000.11.05 | キーンランド     | BCマイル                 | G1 | 芝8f    | 1着  | W.ビュイック | 3/4馬身  | （Shirl's Speight） |

## 血統表
| モダンゲームズの血統       | モダンゲームズの血統                    | モダンゲームズの血統                    | （血統表の出典）                        | （血統表の出典）    |
| 父系                       | ミスタープロスペクター系                | ミスタープロスペクター系                | ミスタープロスペクター系                |                     |
| 父 Dubawi 2002 鹿毛        | 父の父Dubai Millennium 1996 鹿毛        | Seeking the Gold                        | Mr Prospector                           | Mr Prospector       |
| 父 Dubawi 2002 鹿毛        | 父の父Dubai Millennium 1996 鹿毛        | Seeking the Gold                        | Con Game                                |                     |
| 父 Dubawi 2002 鹿毛        | 父の父Dubai Millennium 1996 鹿毛        | Colorado Dancer                         | Shareef Dancer                          | Shareef Dancer      |
| 父 Dubawi 2002 鹿毛        | 父の父Dubai Millennium 1996 鹿毛        | Colorado Dancer                         | Fall Aspen                              |                     |
| 父 Dubawi 2002 鹿毛        | 父の母Zomaradah 1995 黒鹿毛             | Deploy                                  | Shirley Heights                         | Shirley Heights     |
| 父 Dubawi 2002 鹿毛        | 父の母Zomaradah 1995 黒鹿毛             | Deploy                                  | Slightly Dangerous                      |                     |
| 父 Dubawi 2002 鹿毛        | 父の母Zomaradah 1995 黒鹿毛             | Jawaher                                 | *ダンシングブレーヴ                     | *ダンシングブレーヴ |
| 父 Dubawi 2002 鹿毛        | 父の母Zomaradah 1995 黒鹿毛             | Jawaher                                 | High Tern                               |                     |
| 母 Modern Ideals 2010 栗毛 | 母の父New Approach 2005 栗毛            | Galileo                                 | Sadler's Wells                          | Sadler's Wells      |
| 母 Modern Ideals 2010 栗毛 | 母の父New Approach 2005 栗毛            | Galileo                                 | Urban Sea                               |                     |
| 母 Modern Ideals 2010 栗毛 | 母の父New Approach 2005 栗毛            | Park Express                            | Ahonoora                                | Ahonoora            |
| 母 Modern Ideals 2010 栗毛 | 母の父New Approach 2005 栗毛            | Park Express                            | Matcher                                 |                     |
| 母 Modern Ideals 2010 栗毛 | 母の母Epitome 1999 鹿毛                 | Nashwan                                 | Blushing Groom                          | Blushing Groom      |
| 母 Modern Ideals 2010 栗毛 | 母の母Epitome 1999 鹿毛                 | Nashwan                                 | Height of Fashion                       |                     |
| 母 Modern Ideals 2010 栗毛 | 母の母Epitome 1999 鹿毛                 | Proskona                                | Mr Prospector                           | Mr Prospector       |
| 母 Modern Ideals 2010 栗毛 | 母の母Epitome 1999 鹿毛                 | Proskona                                | Konafa                                  |                     |
| 母系(F-No.)                | (FN:22-b)                               | (FN:22-b)                               | (FN:22-b)                               | [ § 2 ]             |
| 5代内の近親交配            | Mr. Prospector 4×4、Northern Dancer 5×5 | Mr. Prospector 4×4、Northern Dancer 5×5 | Mr. Prospector 4×4、Northern Dancer 5×5 | [ § 3 ]             |
| 出典                       | 1. 2. 3.                                | 1. 2. 3.                                | 1. 2. 3.                                | 1. 2. 3.            |

- 半妹にMawj（英1000ギニー、クイーンエリザベス2世チャレンジカップステークス）がいる。